# Высшее военно-морское инженерно-строительное училище
Высшее военно-морское инженерно-строительное училище — учебное заведение в Ленинграде, послужившее основой создания Высшего военного инженерно-технического училища.

## История
Постановлением Госплана СССР от 20 мая 1929 года был образован Ленинградский строительный институт, который в марте 1931 года был реорганизован в Ленинградский учебный комбинат промышленного строительства, а в июле 1932 года переименован в Ленинградский институт инженеров промышленного строительства (ЛИИПС). С 1929 по 1931 год институт находился в ведомстве Наркомата просвещения РСФСР, с марта 1931 по июнь 1932 год — в ВСНХ, с июня 1932 по 1939 года — в Наркомате тяжелой промышленности. Кафедрой математики ЛИИПС заведовал профессор Л. В. Канторович. В числе обучавшихся в ЛИИПС были: Арон Гецкин, Милица Конева, Диниахмед Мамлеев, Витольд Непокойчицкий, Павел Отурин
Приказом Комитета по делам высшей школы при СНК СССР от 27 июля 1939 года институт был передан Наркомату ВМФ СССР и включён в Высшее военно-морское инженерно-строительное училище, которое было создано приказом Наркома ВМФ на основании постановления Комитета Обороны при СНК СССР от 10 июня 1939 года. В училище был создан факультет строительства военно-морских баз. Кафедру строительной механики возглавил Б. Г. Галёркин.
В августе 1940 года в состав училища был включён морской инженерный факультет Военно-инженерной академии имени В. В. Куйбышева, находившейся в Москве. В 1941 году эти два факультета были объединены в один — факультет берегового строительства, училище получило название Высшее инженерно-техническое училище ВМФ СССР, в котором был организован ещё один факультет — электромеханический.
Первый выпуск военных инженеров — бывших студентов ЛИИПС, зачисленных при организации училища на 5-й курс — состоялся 7 апреля 1941 года.
В сентябре 1960 года училище получило название: Высшее военное инженерное техническое Краснознамённое училище (ВВИТКУ), которое в 1993 году стало Военным инженерным строительным институтом .